# Pavel Černý
Pavel Černý, češki nogometaš, * 11. oktober 1962, Nové Město nad Metují, Češkoslovaška.
Za češkoslovaško reprezentanco je odigral štiri uradne tekme.